# Конуэй, Энн
Энн Конуэй (англ. Anne Conway; 14 декабря 1631 — 23 февраля 1679) — английский философ

, чьи работы выделялись оригинальностью, поскольку сочетали в себе рационалистическую философию и гиноцентризм. Её работы в стиле Кембриджского неоплатонизма повлияли на другого известного философа Готфрида Лейбница.

## Биография
Энн выросла в месте, известном сейчас как Кенсингтонский дворец, которым тогда владела её семья. Была младшим ребёнком в семье. Её раннее образование включало в себя изучение латыни, к которой позже добавился греческий и древнееврейский языки. Её сводный брат, который старался поощрять её увлечение философией и теологией, познакомил Энн с одним из своих кембриджских учителей, Генри Мором. Это знакомство привело к тесной дружбе между Мором и Конуэй и их переписке (которую они вели всю жизнь) на тему философии Рене Декарта, в ходе которой из неформальной ученицы Мора, Энн выросла в равную ему подругу. Впоследствии Мор скажет, что «вряд ли когда-либо встречал человека, мужчину или женщину, лучшей натуры, чем леди Конуэй». В 1652 году Мор посвятил ей свою книгу Antidote against Atheism.
В 1651 Энн вышла замуж за Эдварда Конуэй, английского лорда и политика. У них родился сын, который умер от болезни всего несколько лет спустя. Муж Энн тоже интересовался философией и когда-то был учеником Мора.
Конуэй интересовалась Лурианской каббалой и квакерами. В то время в Англии квакеры подвергались гонениям и даже тюремным заключениям. В 1677 году Энн преобразовала свой дом в центр активной деятельности квакеров, что было особенно смелым поступком.
Самая известная работа Конуэй «Принципы самой древней и самой современной философии» была написана, скорее всего, в 1677 году. В ней заметно влияние Францискуса ван Хельмонта. Впервые «Принципы» были опубликованы в 1690 году в латинском переводе Жана ван Гельмонта с латинским же названием Principia philosophiae antiquissimae et recentissimae. На английском книга вышла в 1692 году. В своей философской работе Конуэй развивает монистический взгляд на мир, согласно которому всё существующее имеет одно начало. Энн также критикует картезианскую теорию о том, что тело состоит из мертвой материи, понятие души, выдвинутое Мором в Antidote Against Atheism и дуалистические теории взаимосвязи души и тела.
Всю жизнь, начиная с 12 лет, когда она перенесла лихорадку, Энн страдала от сильных приступов мигрени. Из-за этого она часто на продолжительные периоды становилось недееспособной и проводила много времени под врачебным надзором и в поисках лекарств. Конуэй пытались вылечить многие знаменитые врачи того времени, но ни один из них не добился серьёзных результатов. Она умерла в 1679 году, в возрасте 47 лет.